# トリック劇場版
『トリック劇場版』（トリックげきじょうばん）は、2002年の日本映画。テレビ朝日系列で放送されたテレビドラマ『トリック』の映画版。2002年11月9日より、日劇2系他で全国拡大公開された。公開1週間での映画興行成績、初登場ランク1位獲得。4年後には、2作目の映画版となる『トリック劇場版2』が制作されている。

## ストーリー
300年に一度、亀が災いをもたらすが、神様によって救われるという糸節村（いとふしむら）。無名の売れないマジシャンである奈緒子なら神様を演じても村民にバレることはないという理由で、奈緒子は村の青年団長の神崎と南川に「神様を演じて欲しい」と頼まれ大金を渡される。
その後上田の頼みで、現在官僚となっている上田の高校時代の同窓生達の前で手品をすることになった奈緒子だが、同窓生に馬鹿にされたことで怒り、その場を去ってしまう。一方、同窓生達は埋蔵金を発見したと語る同窓生・臼井が殺害される事件に遭遇する。遺体となった臼井の側にあった「トイレツマル」の言葉を埋蔵金の在り処と睨み「全国トイレ水洗化計画」を推進する。
奈緒子が神崎と南川に連れられて糸節村に行く頃、上田も「どんと来い、超常現象」の取材のため極秘に糸節村を訪れる。奈緒子は村人達の前で神を演じるが、神を名乗る者は奈緒子の前に3人もいた。奈緒子は上田からの話で埋蔵金が糸節村にあると推理し、埋蔵金を手にするため上田と共に3人の神と対決するが、事態は思いもよらぬ方向へ進んでいく。やがて奈緒子と上田は本物の神と対峙することになる。

## 登場人物
神崎 明夫
演 - 山下真司
糸節村青年団団長。奈緒子に神様を演じてくれるよう依頼してくる。
南川 悦子
演 - 芳本美代子
糸節村青年団副団長で神崎の助手。自宅に様々なコスプレ衣装を所有している。
長曾我部 為吉
演 - 伊武雅刀
糸節村村長。ドスの利いた訛りで喋る。神対決を始める際には「始め」と言った後に「…と言ったら始めてください」と言ったり、「毒」を「苺」と読み間違えるなど茶目っ気な所がある。彼の頭は矢部刑事が認めるほどらしいが、矢部が何をどう認めているのかは不明。
菊姫
演 - 根岸季衣
糸節村の予言者で狂気に満ちている。亀の甲羅を割って占いをする。
神001番
演 - 竹中直人
神様を自称する男。他人の心のイメージを実体化することが出来ると豪語する。何故か助手がいる。
神002番
演 - ベンガル
神様を自称する男。足の裏に心眼があり、そこから物を透視することが出来ると豪語する。
神003番
演 - 石橋蓮司
神様を自称する男。確率を支配すると主張する。
琴美
演 - 塚本璃子
奈緒子が死なぬ路で出会った謎の少女。実は神崎明夫と南川悦子の子供。
安田 安夫
演 - 川崎麻世
上田の高校時代の同級生。警察庁の官僚。「全国トイレ水洗化計画」のために、矢部らを糸節村に派遣。
本郷 三四郎
演 - 相島一之
上田の高校時代の同級生。財務省の官僚。「全国トイレ水洗化計画」のために、国家予算を支出させる。
駒場 一路
演 - みのすけ
上田の高校時代の同級生。国土交通省の官僚。「全国トイレ水洗化計画」のために、全国の業者を駆り出す。
臼井 猛
演 - 三宅弘城
上田の高校時代の同級生。まったく勉強する素振りを見せなかったにもかかわらず高校時代は成績トップを誇る。徳川埋蔵金の秘密を探り当てたと語るが、直後に殺害されてしまう。
吾一
演 - 螢雪次朗
糸節村の村人。
佐平二
演 - 菅原大吉
糸節村の村人。
昌三
演 - 村杉蝉之介
糸節村の村人。
喜八
演 - 山田幸伸
糸節村の村人。3ヶ月前に大事な山羊のメリーがいなくなった。
支配人
演 - 大木凡人
奈緒子を雇うが、客が集まらなかったため、すぐ解雇する。
服部
演 - ふせえり
編集者。上田に「どんと来い、超常現象3」の取材を申し込んだ。かなり早口で喋る。
ガリの長さん
演 - 藤田啓而
糸節村の村人で、「糸節新聞」や「週刊糸節」などを発行している。
強めの村人
演 - 赤松公一、青木忠宏
カメの村人
演 - サバ男
ラジオアナウンス
声 - 堀井真吾
村の子供
演 - 古澤龍之
となり村の役場職員
演 - 久保英雄（仲間由紀恵のマネージャー）
矢部と石原を糸節村に連れてきた。
神001助手
演 - 安田憲邦（単なる内トラ）
ロベール・ウーダン
声 - 郷里大輔
本編冒頭の解説で登場する奇術師。明夫はこの奇術師の話から奈緒子を神様にする着想を得た。
政府高官
声 - 田中亮一

## 設定
糸節村
名前の由来は「死を厭ふ」から来ている。村の特徴としては平坦な道が一切無く、携帯電話も繋がらない。300年に一度、村には大きな災いが降りかかるという伝説がある。
死なぬ路（しなぬじ）
路の奥の洞窟には“不老不死の女性”が住んでいるという言い伝えがある。途中にはしすら菜畑がある。
しすら菜
死なぬ路の途中に生えている白い菜の花。解毒剤の原料になる。名前の由来は「死すら無い」から。
鬼の石像
村の神社入り口に設置されている。笑い鬼と泣き鬼が3体ずつあったが、泣き鬼の1体は奈緒子の部屋に置かれていた。
まぐわい相撲
村の郷土玩具である紙相撲。村で唯一の娯楽で、広場では子供達による大会も行われる。奈緒子は神崎から初めて聞かされた時に、少々戸惑っていた。